# Сільський лікар (оповідання)
Сільський лікар (нім. Ein Landarzt) — оповідання, написане в 1917 році Францом Кафкою. Було опубліковане в однойменній збірці оповідань. За сюжетом, сільський лікар зимової ночі робить візит за викликом до хворого пацієнта, стикаючись з абсурдними та сюрреалістичними труднощами.

## Сюжет
У снігову ніч сільський лікар отримує виклик до хворого пацієнта за десять миль від нього, але його єдиний кінь помер напередодні ввечері, тому його помічниця Роза вирушає на пошуки іншого. Вона повертається з порожніми руками. Лікар висловлює своє розчарування, вибиваючи ногами двері порожнього, на його думку, сараю для свиней. Всередині з'являється таємничий конюх з двома здоровими кіньми, щоб втягнути лікаря в пастку. Конюх відмовляється їхати з ним, вважаючи за краще залишитися з переляканою Розою, яка тікає в будинок, докладаючи всіх зусиль, щоб убезпечити себе, але її доля «неминуча». Лікар нічого не може вдіяти з цим, бо конюх відправляє коней в дорогу. Конюх виламує вхідні двері дому лікаря, щоб дістатися до Рози.
Коні майже миттєво транспортують лікаря до будинку хворого хлопця. Родичі хлопця проводять його в середину, їхні пояснення він не розуміє, пацієнт тихо благає лікаря дозволити йому померти. Спочатку лікар вважає пацієнта повністю здоровим і відчуває роздратування через те, що останнім часом він отримує хибні виклики, але, помітивши, що сестра хлопчика тримає закривавлений рушник, він повторно оглядає хлопчика і виявляє велику глибоку рану на його правому боці, в якій повно глистів. Сім'я і гості, що зібралися, раді бачити лікаря на роботі. Коні тим часом якимось чином звільнившись від ременів, дивляться у вікна і несамовито іржать.
Лікар постійно переживає за свою помічницю. Сім'я знімає з лікаря верхній одяг і кладе його в ліжко поруч з пацієнтом відповідно до простої пісні, яку співає шкільний хор, який зібрався біля будинку. Коли сім'я виходить з кімнати, лікар запевняє свого скептично налаштованого сусіда по ліжку, що рана не така вже й страшна, збирає свої речі та вистрибує з вікна на одного з коней. Він розраховує так скоро повернутися додому, що навіть не спромігся переодягнутися, однак цього разу коні рухаються не так швидко, як минулого разу. Він відчуває себе зрадженим своїми пацієнтами та громадою, і історія закінчується словами: «Один раз послухався фальшивої тривоги свого нічного дзвоника — і вже нічого не виправиш».

## Тлумачення
Есе Зиґмунда Фройда «Труднощі психоаналізу» також було написане у 1917 році. Одне з тверджень з нього — «его не є господарем у власному домі». Про це на початку твору говорить Роза, коли стикається з конями, що раптово з'являються у покинутому свинарнику.
Рана маленького пацієнта описується як «рожева» у різних відтінках. Це можна розглядати як символ пригніченого бажання, а отже, і невдалого існування. Існування сільського лікаря також є крихким, адже він теж живе в умовах репресій і заборон, не є «господарем у власному домі», а отже, не може реалізуватися.
Луїс Х. Лейтер виділив з цієї повісті аргумент на користь екзистенціалізму:
«Сільський лікар» описує людину, яка, підкорена схемою обставин, не здатна вийти за межі ролі, відведеної їй абсурдністю існування. Оскільки йому не бракує свідомого знання свого стану, але він відмовляється діяти перед обличчям своєї свободи, лікар, архетип антиекзистенціального героя, заслуговує на свою долю. Не маючи людських якостей, необхідних для створення та структурування ситуацій, він дозволяє маніпулювати собою конюху, родині та коням; але, підкоряючись, він стає інструментом у створених ними ситуаціях. Ніколи, свідомо, він не намагається відкритим актом встановити свою власну сутність, піднятися над будь-якою маніпулятивною цінністю, яку він має для інших, доки не стає занадто пізно. Як лікар він є річчю, об'єктом, інструментом; як людина він є нічим.

## Використання у психології
Психологи з Каліфорнійського університету в Санта-Барбарі та Університету Британської Колумбії опублікували звіт у 2009 році, в якому використали «сільського лікаря» як позначення в дослідженні, яке перевіряє, як читання абсурдних творів впливає на когнітивні навички. Дослідження показало, що читання історій покращило здатність піддослідних знаходити закономірності. З їх висновків випливає те, що коли людям доводиться працювати над пошуком закономірностей та сенсу у фрагментованій історії, то збільшуються їхні «когнітивні механізми, відповідальні за неявне вивчення статистичних закономірностей».

## Адаптації
- Сільський лікар — фільм 1989 року, оператор Олександр Шумович, режисер Сергій Маслобойщиков
- Franz Kafka – Ein Landarzt (2007) — анімаційний фільм 2007 року Кодзі Ямамури[en]
- Сільський лікар (опера)[en] — одноактна опера (радіоопера 1951, монодрама 1964) Ганса Вернера Генце[en][6]